# دنیل اوچ
دنیل اوچ (انگلیسی: Daniel Och؛ زادهٔ ۱۹۶۱ (۶۳–۶۴ سال)) سرمایه‌دار اهل ایالات متحده آمریکا است، که در سال ۱۹۹۴ شرکت اسکالپتر را تأسیس کرد.